# Obornjača
Pour les articles homonymes, voir Obornjača (homonymie).
Obornjača (en serbe cyrillique : Оборњача ; en hongrois : Völgypart) est un village de Serbie situé dans la province autonome de Voïvodine. Il fait partie de la municipalité d'Ada dans le district du Banat septentrional. Au recensement de 2011, il comptait 326 habitants.

## Démographie

### Évolution historique de la population
| 1948  | 1953  | 1961 | 1971 | 1981 | 1991 | 2002 | 2011 |
| ----- | ----- | ---- | ---- | ---- | ---- | ---- | ---- |
| 1 395 | 1 155 | 957  | 697  | 515  | 458  | 389  | 326  |

|  |